# Oranienburger Straße

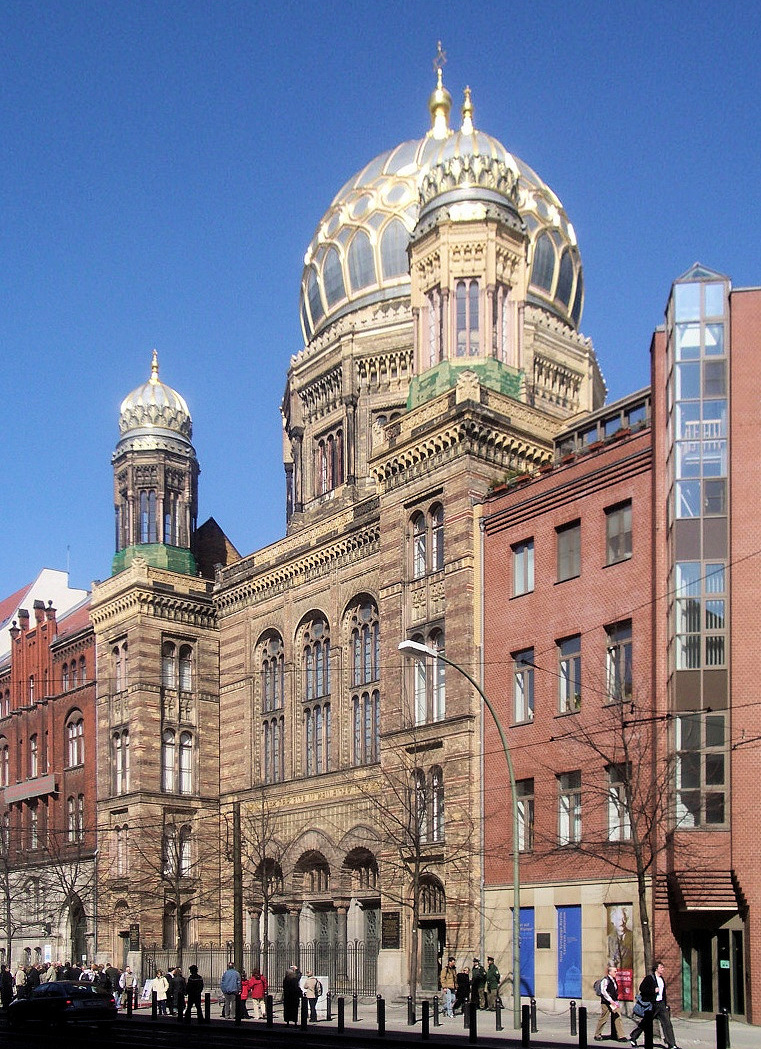
La Nueva Sinagoga ya restaurada en Oranienburger Straße.

La Oranienburger Straße es una calle en el centro de Berlín, Alemania. Se ubica en el distrito de Mitte, al norte del río Spree. Transcurre desde el sureste en Friedrichstraße hasta Hackescher Markt. Al sureste interseca con la Große Hamburger Straße. 
En el siglo XIX y comienzos del siglo XX, esta calle era el principal lugar de congregación de población judía en Berlín. Hay un gran número de memoriales dedicados a los que habitaron en esta calle, incluyendo escuelas, orfanatos, casas familiares y cementerios judíos. Todas estas instituciones fueron cerradas durante el régimen nazi y la mayoría de los residentes judíos provenientes de esta calle fueron deportados a campos de exterminio en Polonia. 
El edificio más conocido en la Oranienburger Straße es la Nueva Sinagoga (Neue Synagoge), que al momento de su inauguración en 1866 se convirtió en la sinagoga más grande de Berlín. Este edificio no sufrió la destrucción causada por los nazis en la Kristallnacht en 1938, debido a las acciones de Wilhelm Krützfeld, un comandante de policía local. Este edificio fue dañado de forma masiva por un bombardeo aliado en 1943 y finalmente muchas de las ruinas del edificio fueron demolidas por las autoridades de la RDA. La fachada de la sinagoga fue restaurada para ser reabierta en 1995 como un museo y un centro para la comunidad judía. 

## Transporte público

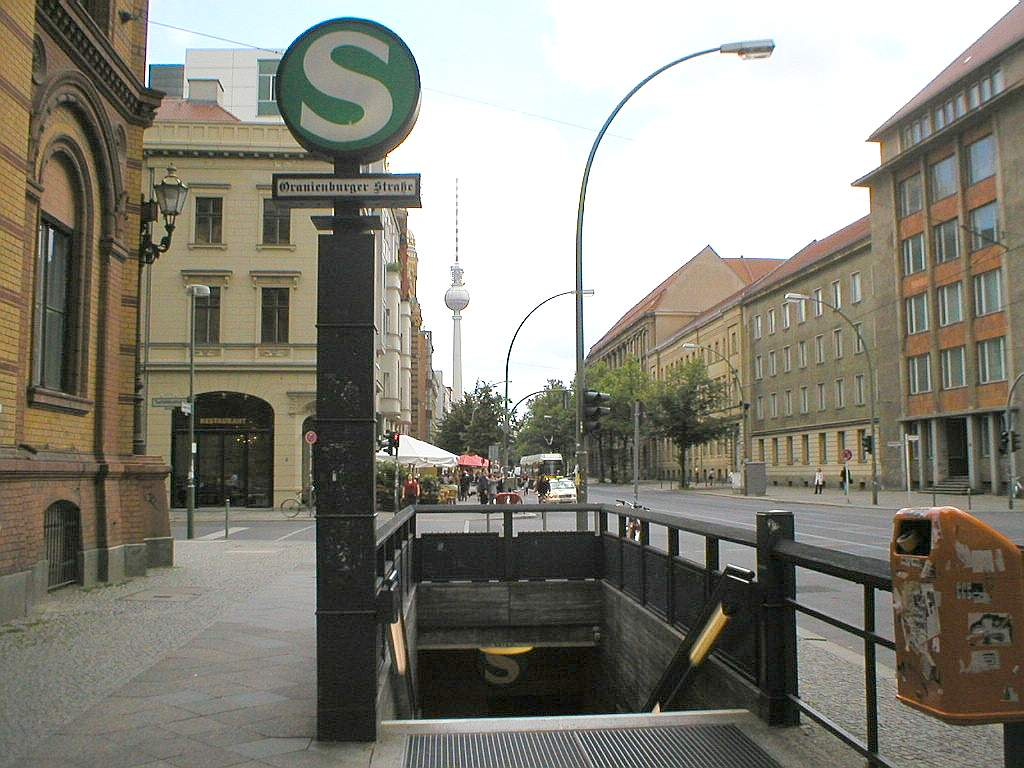
Entrada a la estación de Oranienburger Straße.

El tranvía de la Oranienburger Strasse fue construido entre 1868 y 1877, utilizándose continuamente desde ese momento, con una pausa entre 1945 y 1951. 
En la intersección con Tucholskystraße está la estación de S-Bahn de Oranienburger Straße. Esta estación fue creada en mayo de 1936 como parte de la inauguración del Túnel Norte-Sur del S-Bahn. Entre el 13 de agosto de 1961 y el 2 de julio de 1990, la estación estuvo cerrada. Después de la reunificación alemana, ésta fue la primera estación de las que estaba cerradas en ser abierta al público. 